# Maria Larionova
Maria Larionova (Sant Petersburg, Rússia, 8 d’octubre de 1983) és una ballarina russa, aficanda a Barcelona.
Ha sigut campiona de Catalunya en dues ocasions en l'especialitat de deu balls, fent parella amb Marc Ocaña (2008) i Siscu Pérez (2009). Amb aquest últim, també es proclamà campiona de Catalunya en l'especialitat de ball llatí (2009 i 2010) i campiona d'Espanya en dues ocasions (2010 i 2011). Des de l'any 2003 imparteix classes de ball a l'escola Seven Dance i exerceix com a jutge nacional i internacional de la Federació Espanyola de Ball Esportiu. També participà com a professora de ball del programa de televisió ¡Mira quién baila!, així com a ballarina al Festival de la Cançó d'Eurovisió.